# Балка Мокра (притока Аджамки)
Балка Мокра — балка (річка) в Україні у Знам'янському районі Кіровоградської області. Ліва притока річки Аджамки (басейн Південного Бугу).

## Опис
Довжина балки приблизно 5,44 км, найкоротша відстань між витоком і гирлом — 5,12 км, коефіцієнт звивистості річки — 1,06. Формується декількома струмками та загатами. На деяких ділянках балка пересихає.

## Розташування
Бере початок на південно-західній стороні від селища Знам'янка Друга. Тече переважно на південний захід через село Костянтинівку і впадає в річку Аджамку, ліву притоку річки Інгулу.

## Цікаві факти
- На балці існують водокачка та відстійник[2].